# Сороманді
Сорома́нді (індонез. Soromandi) — один з 18 районів округу Біма провінції Західна Південно-Східна Нуса у складі Індонезії. Розташований у центральній частині. Адміністративний центр — село Баджо.
Населення — 16414 осіб (2013; 16117 в 2012, 15468 в 2010).

## Адміністративний поділ
До складу району входять 6 сіл:
| Населений пункт | Населення, осіб (2010) |
| --------------- | ---------------------- |
| Баджо, село     | 3578                   |
| Вадукопа, село  | 1084                   |
| Кананта, село   | 1915                   |
| Пунті, село     | 2509                   |
| Саї, село       | 3429                   |
| Сампунгу, село  | 2953                   |